# Teichberg

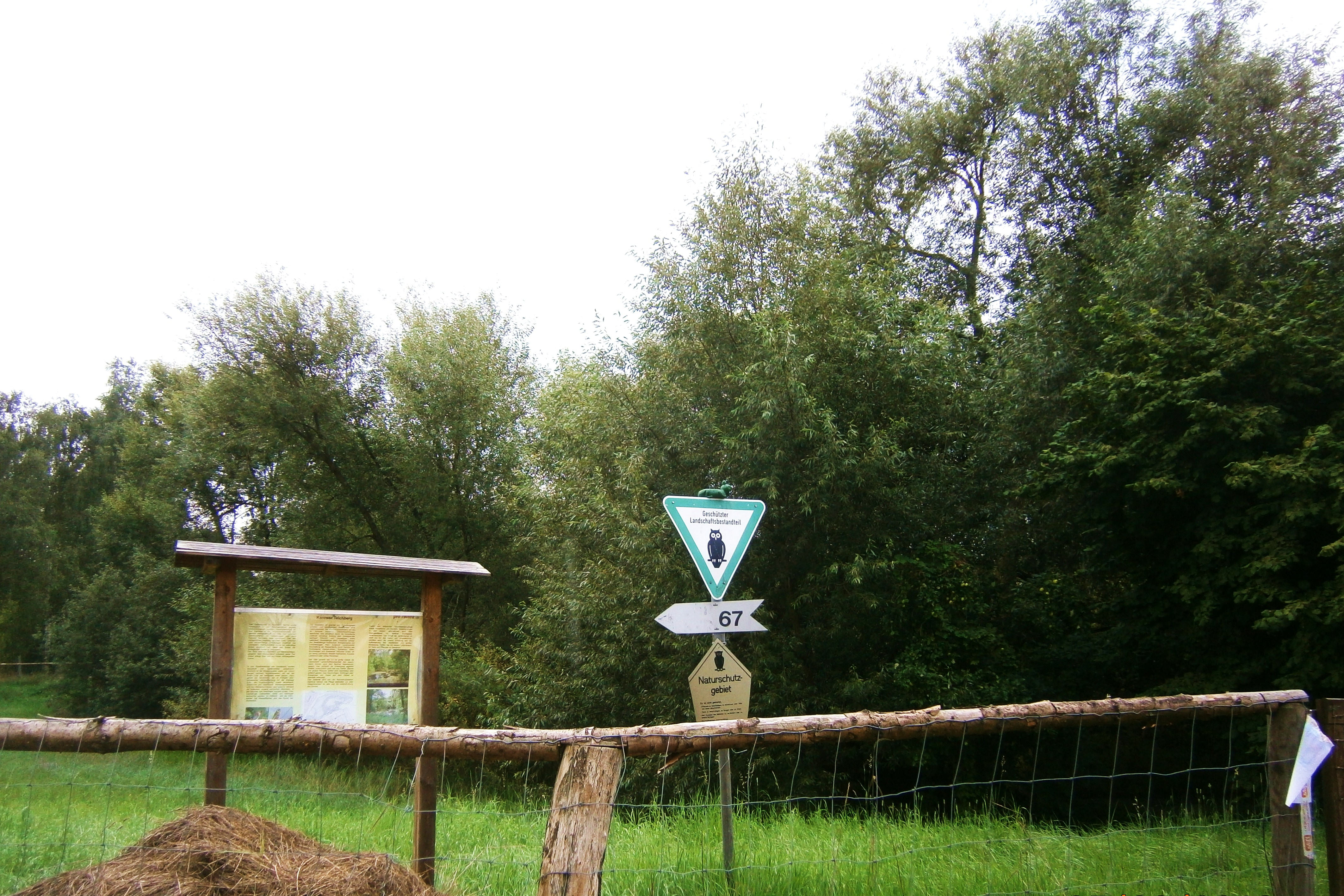
Geschützter Landschaftsbestandteil seit 1994

Der Teichberg ist eine Erhebung im Berliner Ortsteil Karow des Bezirks Pankow.
Die Erhebung liegt südöstlich des alten Ortskerns und ist heute mit einer Einfamilienhaussiedlung bebaut. Ihr höchster Punkt liegt 62,8 m ü. NN, am Ende der Straße 69. Mit dieser Höhe ist der Teichberg der höchste Punkt Karows, und war dies auch im Alt-Bezirk Weißensee. Die Umgebung bezeichnet man als das Hohe Feld, eines der drei Gewanne des Dorfes Karow. Heute gehört die Fläche mit zum Naturpark Barnim. Der Hügel trug bis 1871 den Namen Deichberg. Als die dortige Sandgrube nach einem Wassereinbruch volllief, wurde der Name entsprechend geändert. Der kleine Teich liegt westlich des Gipfels. Seit 1994 liegt der Teich in einem 0,5 ha großem geschützten Landschaftsbestandteil.
Am Teich leben viele bedrohte Tierarten, darunter der Teichmolch, die Knoblauchkröte, der Moor- und der Teichfrosch, die Weinbergschnecke und die Hain-Bänderschnecke. Zudem sind mehrere Vogelarten am Berg beheimatet. So leben hier unter anderem Amseln, Gelbspötter, Girlitze, Nachtigallen und Stockenten.
In der Nähe liegt die nach der Erhebung benannte „Kolonie am Teichberg“, eine Straße im Ortsteil trägt als Namen des Flurstücks die Bezeichnung Teichbergstraße.